# Celeritat
En física, la celeritat, rapidesa o ràpida és un valor escalar representat pel símbol v i que expressa quant varia la posició, sense tenir en compte el canvi d'orientació, en funció del temps. La velocitat és la suma de la variació de la posició, segons una trajectòria donada i que comportà una distància; però a més té en compte la variació d'orientació. El canvi d'orientació es diu velocitat angular, no comporta un canvi de posició a l'espai sinó un canvi de com està encarat un cos, per exemple ho seria el moviment de balanceig a un costat i l'altre d'un vaixell amarrat. La velocitat angular només té sentit a la mecànica del sòlid rígid, mentre que a la mecànica del punt, com aquest és unidimensional i no pot canviar d'orientació, aquesta resulta nul·la i, conseqüentment, coincideix amb el mòdul del vector velocitat. Quan es parla de velocitat, en realitat se sol parlar de celeritat, que indica el valor i el sentit de la primera (el mòdul del vector), però no la direcció. De forma equivalent, la celeritat és el valor absolut de la velocitat:
{\displaystyle \mathbf {v} ={\frac {\Delta \mathbf {x} }{\Delta \mathbf {t} }}=\left|{\vec {\mathbf {v} }}\right|}
I si la celeritat mesura el canvi del desplaçament respecte del temps, el canvi de la celeritat respecte del temps és causat per l'acceleració:
{\displaystyle \mathbf {a} ={\frac {d\mathbf {v} }{d\mathbf {t} }}}

## Concepte
El concepte de celeritat és molt important en la majoria de camps científics i tecnològics, i per extensió a la resta. Avui en dia seria impossible imaginar cotxes sense velocímetres, calcular el temps que trigaríem a arribar a un lloc o comprendre conceptes elementals com la gravetat o la temperatura sense la velocitat i, per tant, sense la celeritat.
Cal destacar que abans d'Einstein es considerava que la celeritat i la velocitat eren dependents del temps, que era la magnitud constant (sobretot a partir del sòlid model de Newton). A partir de la teoria de la Relativitat d'Einstein es va descobrir que, en realitat, la celeritat de la llum era l'única constant, i que el temps i l'espai en depenien (i que no són constants), permetent un enorme avenç en camps com per exemple l'astronomia.
Més antigament, la velocitat, i en general el moviment, ha estat objecte d'estudi des de la Grècia clàssica, tant en la ciència com en la filosofia, passant pels grans científics investigadors com per exemple Galileu (que estudiava la gravetat) i d'altres astrònoms com Copèrnic o Kepler. Finalment, Newton va ser qui va acabar de donar forma a la física donant un cos matemàtic consistent en camps com la cinemàtica i la dinàmica.
Aquests exemples mostren com és d'important el concepte de celeritat, i el de velocitat, que relacionen el temps i l'espai, els tres pilars de la física. La seva comprensió profunda afecta dels nivells més elementals la matèria (la temperatura no és sinó energia cinètica dels àtoms) i, per tant, a través d'ells es comprèn l'estructura de la realitat i les lleis físiques que la governen.

## Unitats
La celeritat comparteix amb la velocitat la unitat derivada del Sistema Internacional metre per segon o m/s (ms-1). Altres unitats de la celeritat (i de la velocitat) són:
- quilòmetres per hora (km/h)[4]
- milles per hora (milles terrestres per hora, sistema anglosaxó; 1 mph equival a 1,609 km/h)
- nus marí (milles marines per hora, sistema anglosaxó; 1 nus equival a 1,852 km/h)
- Mach n, on Mach 1 és la celeritat del so, en condicions habituals, i n indica la proporció respecte a aquesta magnitud (343 m/s = 1234.8 km/h).
- celeritat de la llum o constant c (en el buit), que equival a 299.792.458 m/s.

## Exemples

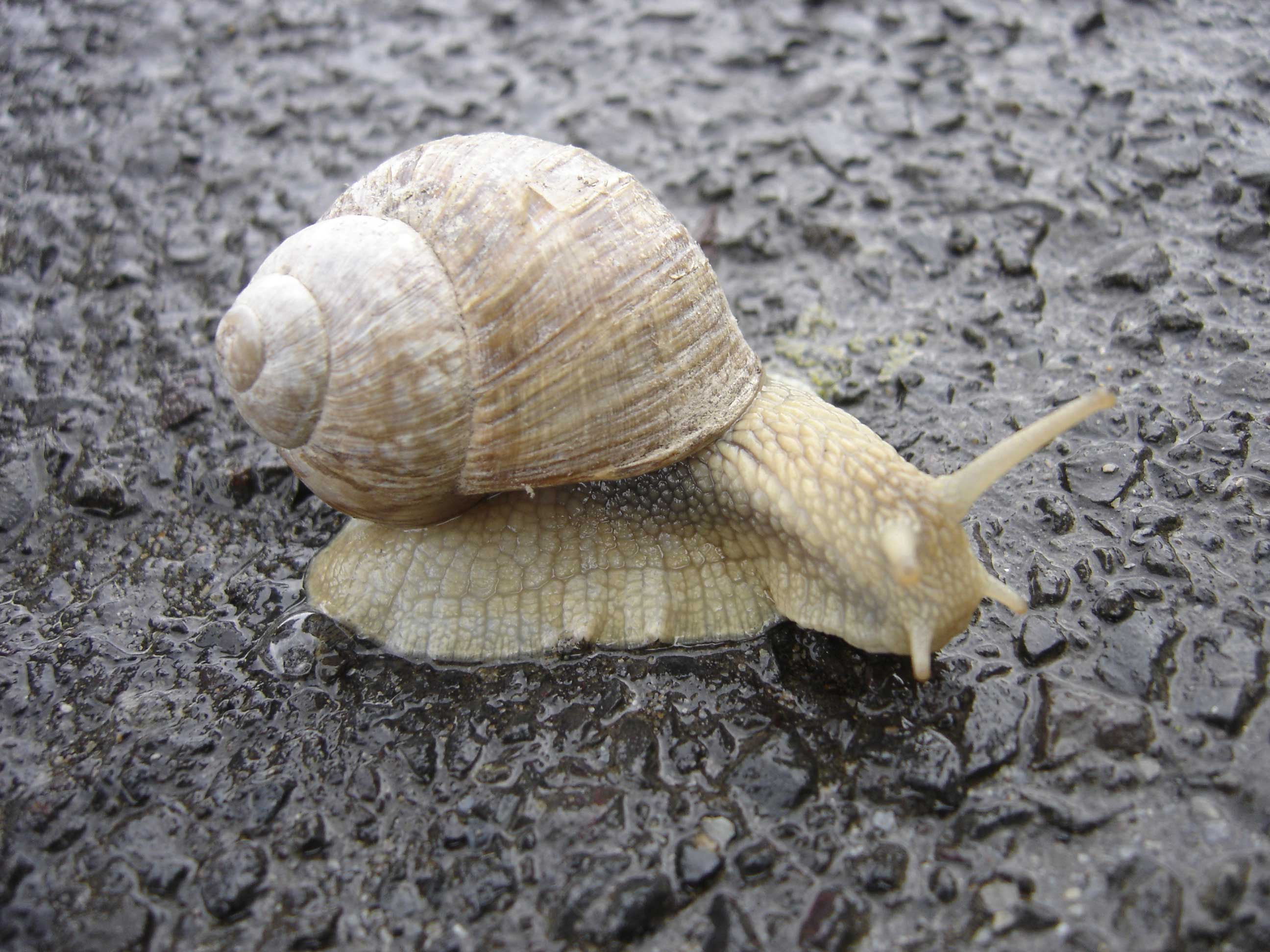
Els cargols sovint són utilitzats de manera figurada per descriure algú o quelcom que es mou extremament lent.

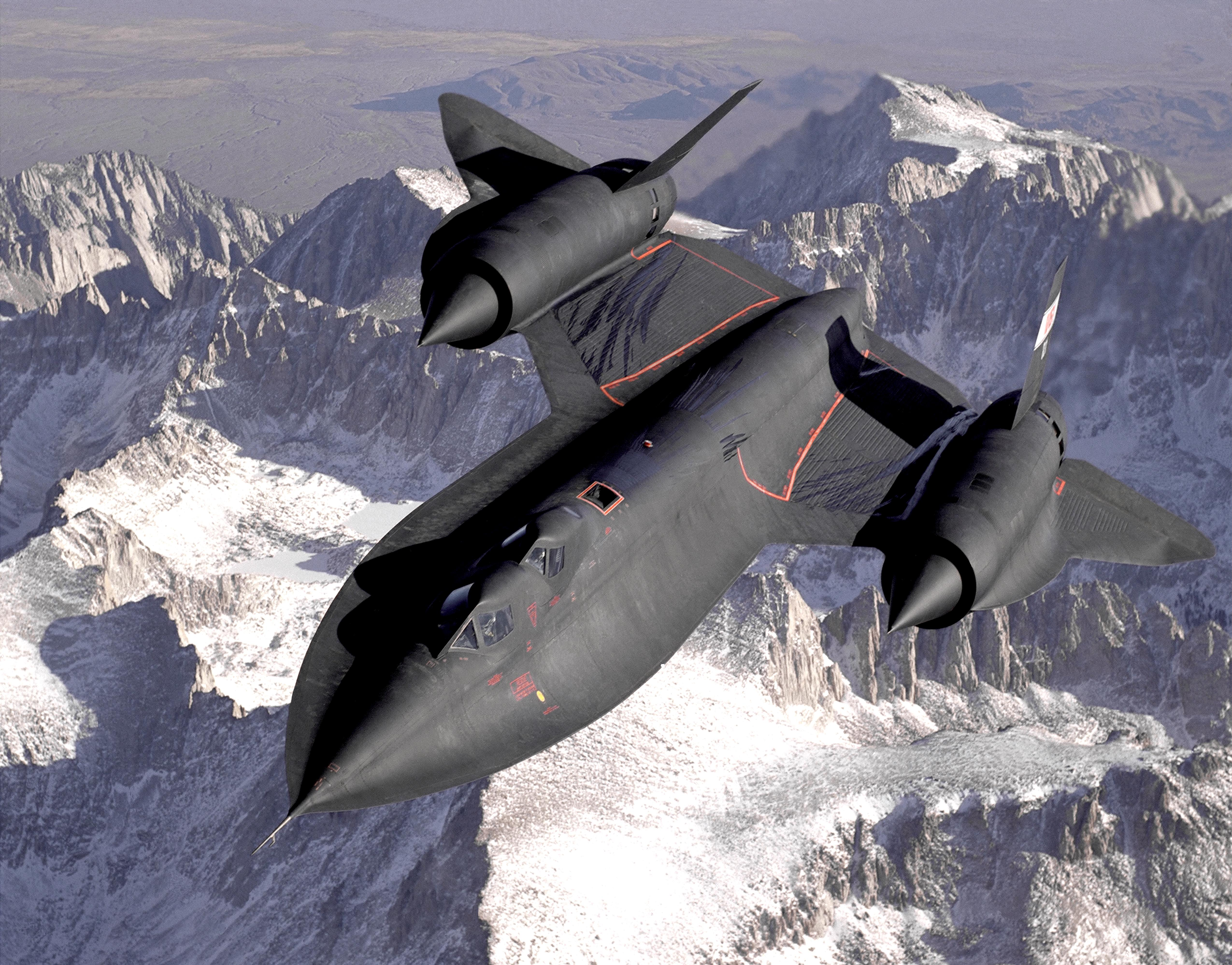
L'SR-71 Blackbird va ser l'avió més ràpid del món durant tota la seva vida activa i el seu rècord encara no ha estat superat.

- celeritat d'un caragol comú = 0,001 ms-1; 0,004 km/h; 0,002 mph (1 mil·límetre per segon).
- Una caminada ràpida = 1.7 ms-1; 6 km/h; 4 mph (5.5 peus per segon).
- Corredors olímpics (velocitat mitjana en la cursa de 100 metres llisos) = 10 ms-1; 36 km/h; 22 mph.
- Ascensor del Taipei 101 = 1010 m/min; 16,7 ms-1; 60,6 km/h; 37,6 mph[8]
- Límit de velocitat en una autopista francesa = 36 ms-1; 130 km/h; 80 mph.[9]
- Velocitat de creuer d'un Boeing 747-8 = 290 ms-1; 917 km/h; 650 mph; (Mach 0.85)
- La velocitat del so a l'aire sec a la pressió de nivell del mar i 20 °C (293K) = 343 ms-1 ≈ 1235 km/h ≈ 768 mph (= Mach 1 per definició[10]).
- Rècord oficial de velocitat en l'aire = 980 ms-1; 3,530 km/h; 2.194 mph.
- Velocitat d'escapament de la Terra: 11,2 km/s[11]
- Transbordador espacial en reentrada = 7,800 ms-1; 28,000 km/h; 17,500 mph.
- Velocitat mitjana d'òrbita de la Terra = 29,783 ms-1; 107,218 km/h; 66,623 mph.
- Velocitat de la llum en el buit (símbol c[12]) 299,792,458 ms-1 (per definició).